# Springvale, Maine
Springvale är en by som tillhör Sanfords stad i delstaten Maine i USA. Befolkningen 2010 var 3 292.
Statistiskt sett ingår den Portland-South Portland-Biddefords storstadsområde.

## Sevärdheter
- Harvey Butler Memorial Rhododendron Sanctuary

## Kända personer från Springvale
- Kevin Eastman, som tillsammans med Peter Laird skapade serien Teenage Mutant Ninja Turtles

### Fotnoter
1. 1 2  United States Census Bureau, 2010 U.S. Gazetteer Files, United States Census Bureau, 2010, läst: 9 juli 2020.[källa från Wikidata]
2. ↑  United States Census Bureau (red.), United States Census 2010, läs online, läst: 10 maj 2022.[källa från Wikidata]
3. ↑  ”Community Facts” (på engelska). American Factfinder. 26 februari 2010. Arkiverad från originalet den 10 december 2014. https://web.archive.org/web/20141210041242/http://factfinder2.census.gov/faces/nav/jsf/pages/community_facts.xhtml. Läst 17 februari 2014.